# Громыки (Страдубский сельсовет)
Громыки (бел. Грамыкі) — деревня в Страдубском сельсовете Лоевского района Гомельской области Беларуси.
На севере граничит с лесом.

## География

### Расположение
В 11 км на северо-запад от Лоева, 56 км от железнодорожной станции Речица (на линии Гомель — Калинковичи), 75 км от Гомеля.

### Гидрография
На западе система мелиоративных каналов.

## Транспортная сеть
Транспортные связи по просёлочной, затем автомобильной дороге Лоев — Речица. Планировка состоит из короткой прямолинейной улицы, ориентированной с юго-востока на северо-запад и застроенной деревянными крестьянскими усадьбами.

## История
Основана в начале 1920-х годов переселенцами из соседних деревень на бывших помещичьих землях. В 1931 году жители вступили в колхоз. Согласно переписи 1959 года в составе совхоза «Днепровский» (центр — деревня Переделка). До 31 декабря 2009 года в составе Переделковского сельсовета.

## Население

### Численность
- 1999 год — 8 хозяйств, 9 жителей.

### Динамика
- 1959 год — 180 жителей (согласно переписи).
- 1999 год — 8 хозяйств, 9 жителей.